# Inselzoo Altenburg
Koordinaten: 50° 58′ 43,7″ N, 12° 25′ 58,4″ O
Der Inselzoo Altenburg in Altenburg, der Kreisstadt des Landkreises Altenburger Land in Thüringen, ist Deutschlands einziger Zoo, der sich auf einer Insel befindet.
Die Insel befindet sich in der Mitte des Großen Teiches am südlichen Rand der Altenburger Altstadt und ist über eine feste Brücke zugänglich.
Anfang 2008 wurde der Zoo von den Zuschauern des MDR zu „Thüringens schönstem Zoo“ gewählt – insgesamt als viertschönster Zoo Mitteldeutschlands nach Görlitz, Leipzig und Weißenfels.

## Geschichte

### Entstehung der Insel und Vornutzung
Die Insel, auf der sich heute der Zoo befindet, wurde 1720/1721 künstlich im Großen Teich angelegt. Sie diente unter anderem Herzog Friedrich II. und seinem Hof zur Erholung.
1727 wurde mit einer Holzbrücke eine feste Verbindung zur Insel errichtet, 1730 folge ein Pavillon. Nach einer Phase des Verfalls nach Friedrichs Tod wurde die Insel ab 1761 stark vergrößert und umgestaltet. Es wurden neue Bäume und Sträucher gepflanzt und ein Pavillon neu errichtet sowie ein Schwanenhaus gebaut. Die Inselfläche soll rund 0,4 ha betragen haben. Gleichzeitig erfolgte die Umgestaltung des gesamten Teichareals (siehe Abschnitt Umgebung: Großer Teich). Die drei Fähren, die nach der durch Fäulnis unbrauchbar gewordenen Holzbrücke seit 1783 betrieben wurden, wurden erst 1925 durch die heutige fest gemauerte Brücke abgelöst.
1809 wurde ein erstes öffentliches Lokal erbaut. 1874 wurde die Insel verpachtet und von einem ehemaligen Seemann eine Gaststätte eröffnet. Die Insel wurde eine beliebte Vergnügungs- und Erholungseinrichtung der Stadt. Der Gastronomiebetrieb erlebte von 1903 bis 1918 unter dem Pächter Carl Müller (1868–1935), im Volksmund Insel-Müller genannt, eine Blütezeit. Bereits zu dieser Zeit gab es zur Steigerung der Attraktivität den Bootsverleih, Filmvorführungen exotischer Orte und eine erste Zootierhaltung von Affen und Papageien. Als einer der ersten Unternehmer Deutschlands zeigte Carl Müller Filmaufnahmen aus den deutschen Kolonien, die er selbst bereiste.
Am 31. Dezember 1907 erwarb die Stadt Altenburg die Insel zusammen mit dem Kleinen Teich und der Hellwiese.
Nachfolgende Pächter waren weniger erfolgreich, die Schließung der Gaststätte wegen Baufälligkeit wurde am 1. Oktober 1938 verfügt, 1939 wurden die Gebäude abgerissen. Ein Neubau wurde durch den Ausbruch des Zweiten Weltkriegs nicht realisiert. Während des Kriegs fanden auf der Insel paramilitärische Ausbildungen der Hitler-Jugend statt.

### Zoo-Geschichte

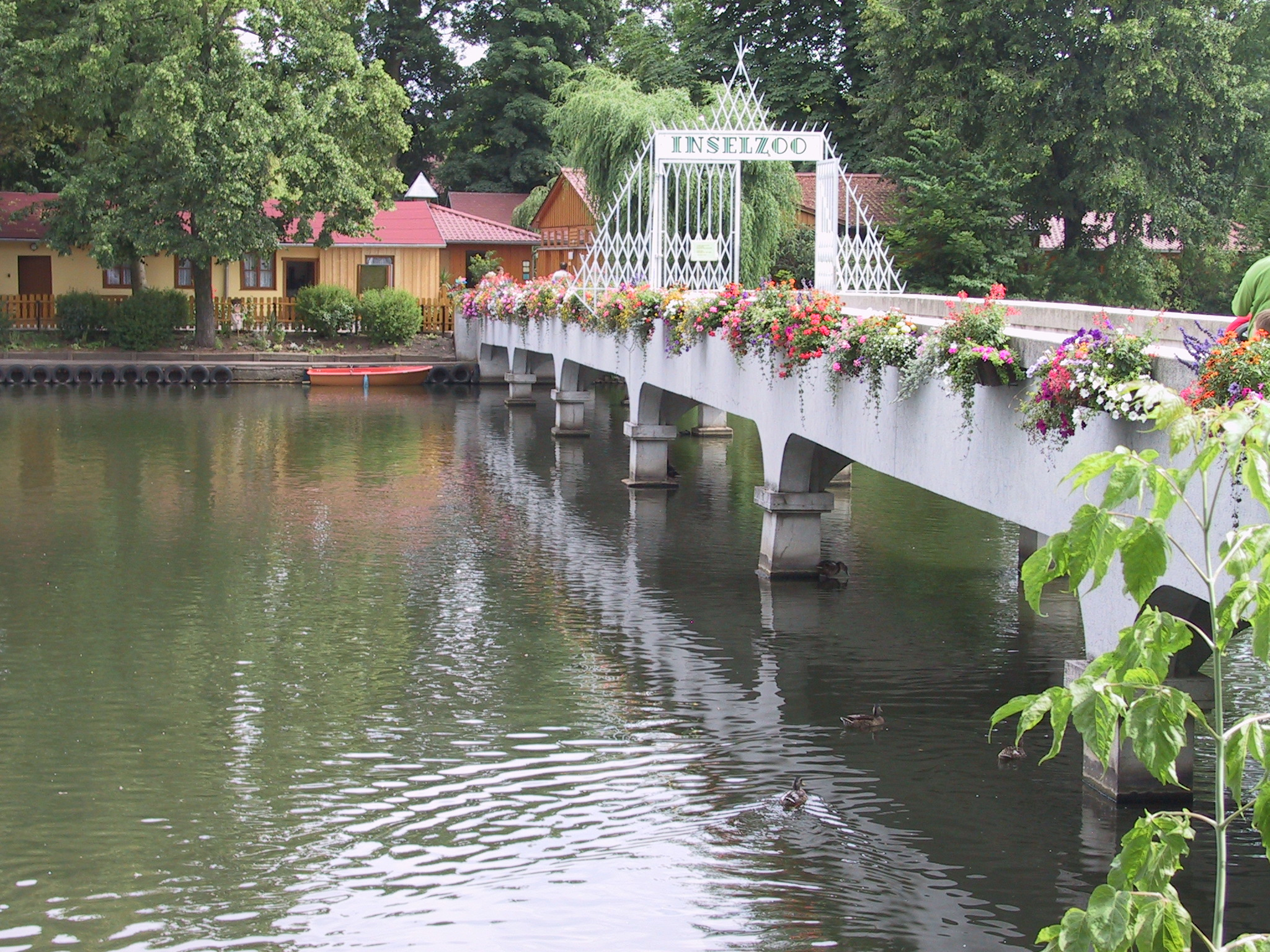
Zugang zum Inselzoo (2006)

Die Schlämmung ab 1947/1948 vergrößerte die Insel nochmals. Eine Verpachtung als Geflügelfarm-Standort scheiterte und auch die Idee der Nutzung als Schulgarten von 1951 wurde nicht umgesetzt. 1952 wurden schließlich Wasservögel auf der Insel untergebracht.
Das zuständige Gartenamt Altenburgs begann unter der Leitung von Wolfgang Räger im Sommer 1953 mit der Neugestaltung der Insel – auch unter Mithilfe der Bürgerschaft. Der Zoo wurde am 27. Juni 1954 ohne Feierlichkeiten eröffnet, bereits im ersten Jahr wurden 8000 Besucher gezählt.
1960 wurde das Vivarium eröffnet. Bereits vorher waren 1954 viele Tiere des alten Altenburger Vivariums am Hospitalplatz (gegründet 1951) wegen der Erweiterung der benachbarten Schule auf den Inselzoo verlegt worden.
Im Sommer 1970 war die Insel nach einem starken Regen überschwemmt, der Große Teich lief über, viele Tiere wurden evakuiert.
Seit den 1990er Jahren finden immer wieder Umbauarbeiten statt, die die Haltungsbedingungen verbessern und die Attraktivität des Zoos steigern sollen. So wurde beispielsweise die viel zu kleine Bärenanlage durch die Fasanerie ersetzt und neue Wirtschaftsgebäude errichtet.
Besonderes Augenmerk wird auf die Familienfreundlichkeit gelegt. Das 2001 eröffnete Streichelgehege und die Erdmännchen-Freianlage sind wie auch viele weitere Einrichtungen kindgerecht angelegt. 2003 wurde ein Spielplatz errichtet.
2008 wurde der Neubau des Rhesusaffengeheges abgeschlossen. Der Neubau für die Nasenbären auf der Fläche des ehemaligen Affengeheges erfolgte noch im gleichen Jahr. Ebenso wurde der Weg der Sinne zum spielerischen Kennenlernen der Natur eingerichtet.

#### Besucherzahlen
Seit der Gründung ist der ganzjährig geöffnete Zoo – eingebettet in die Parkanlagen am Großen Teich und den angrenzenden Stadtwald – ein beliebtes Ausflugsziel.
Bereits im Eröffnungsjahr 1954 wurden 8000 Besucher gezählt.

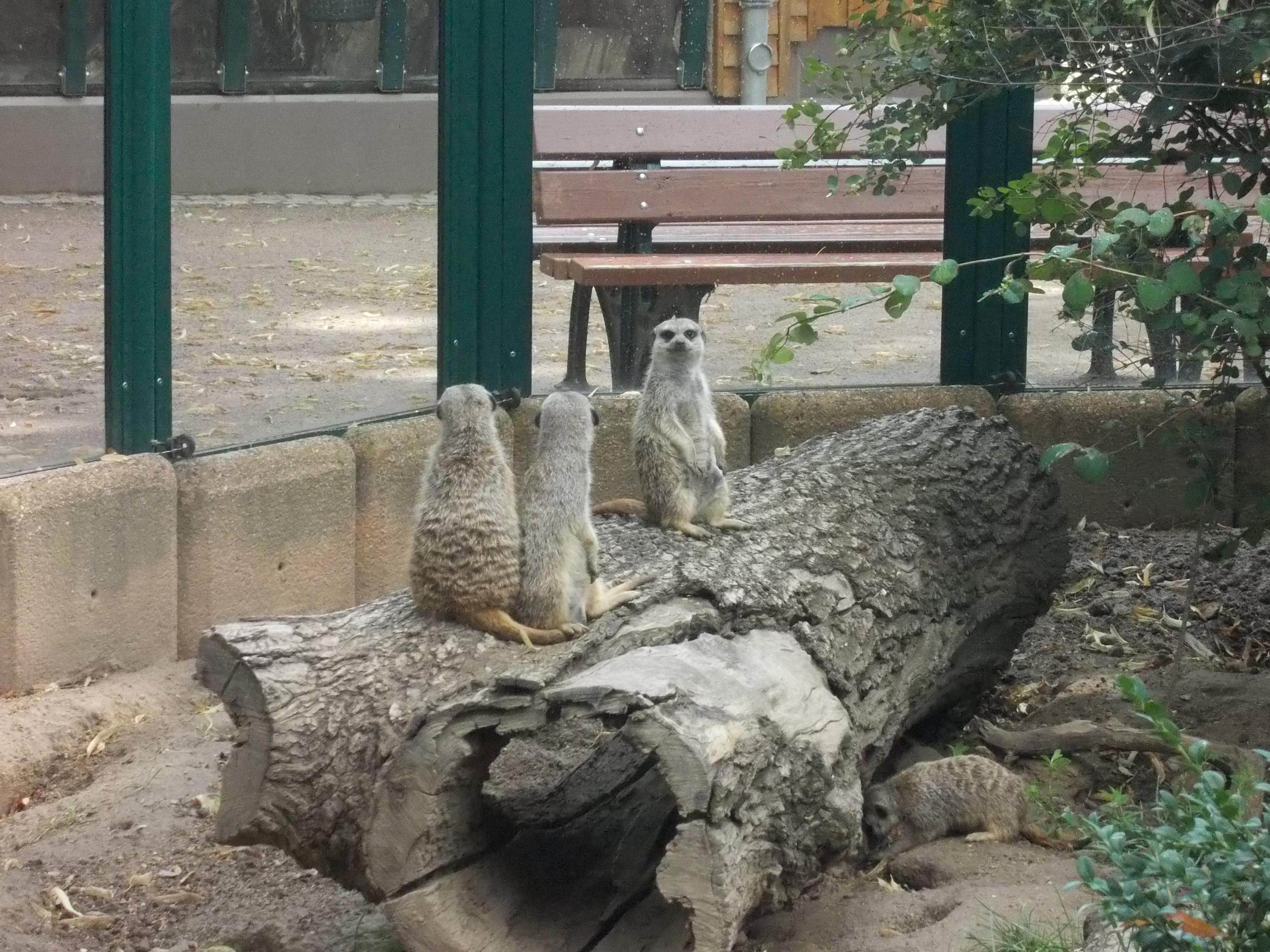
Erdmännchen im Inselzoo

| Jahr     | 1954  | 2000   | 2004   | 2005   | 2006   | 2007   | 2008   | 2009   | 2010   | 2011   | 2012   | 2013   | 2014   | 2015   | 2016   |
| -------- | ----- | ------ | ------ | ------ | ------ | ------ | ------ | ------ | ------ | ------ | ------ | ------ | ------ | ------ | ------ |
| Besucher | 8.000 | 43.000 | 60.500 | 67.000 | 63.000 | 66.000 | 86.600 | 81.700 | 68.100 | 80.500 | 80.500 | 83 500 | 90.000 | 93.000 | 91.000 |

## Arten
Im Zoo werden elf Säugetierarten, 34 Vogelarten, 27 Fischarten, neun Reptilienarten, sieben Amphibienarten und dreizehn Arten von Wirbellosen gezeigt.
Exemplarisch seien hier einige Arten genannt: Esel, Zwergziegen, Kamerunschafe, Rhesusaffen, Füchse, Erdmännchen, Stachelschweine, Kaninchen und Meerschweinchen; Uhus, Steinkäuze, Kolkraben, Enten, Gänse, Aras, Sittiche, Pfauen, Fasane.
In mehr als 30 Aquarien und Terrarien werden im Vivarium Fische, Insekten und Reptilien gezeigt.

## Ökologie
Der Zoo arbeitet mit der Naturförderungsgesellschaft Ökologische Station Borna-Birkenhain e.V. zusammen. Im Rahmen eines Zuchtprogramms für Steinkäuze sollen diese entweder ausgewildert oder zur Arterhaltung weiter gezüchtet werden.
Im ganzen Zoo wird über Schautafeln und spielerische Elemente Wissen über die gezeigten Arten vermittelt.

## Umgebung: Großer Teich

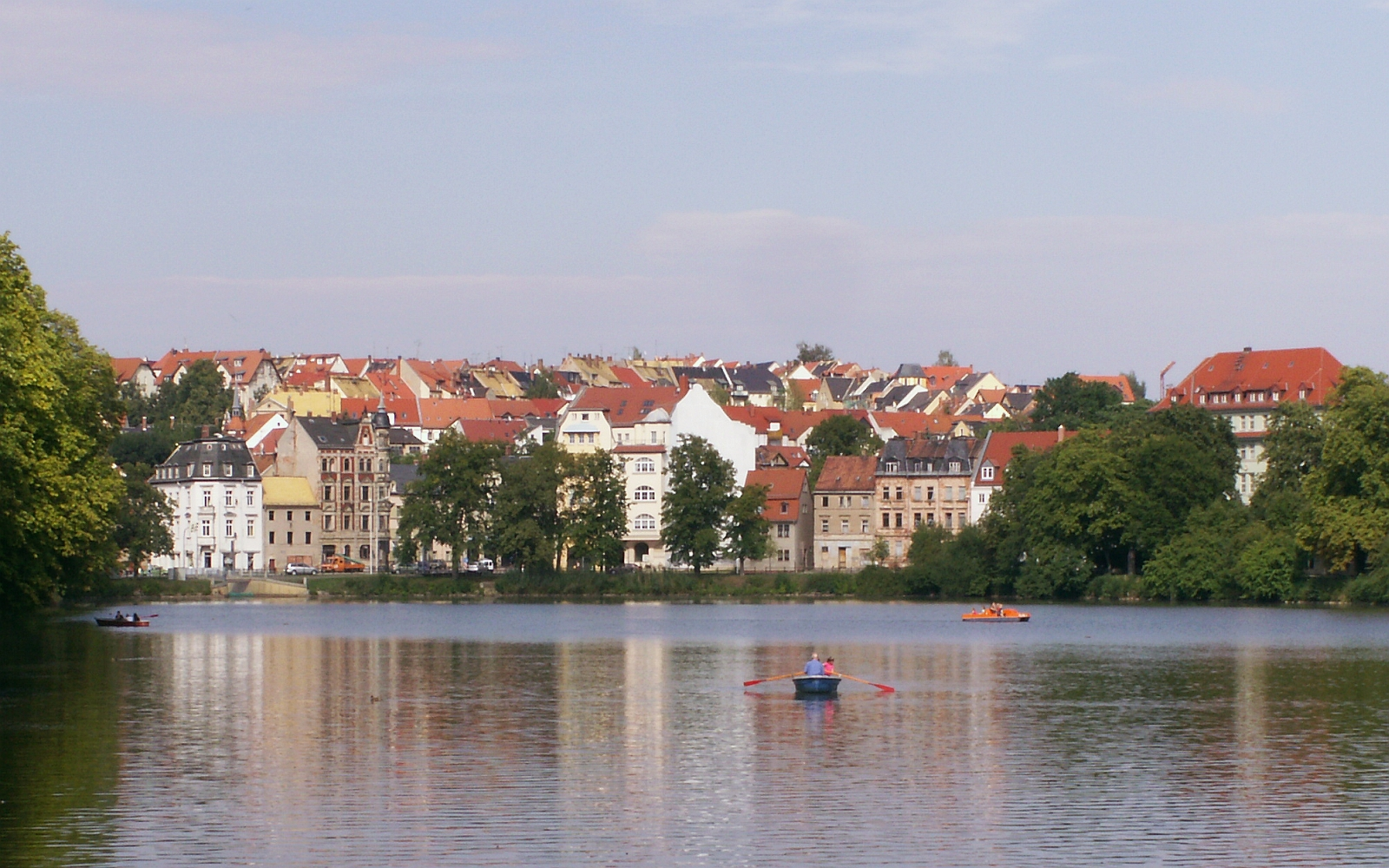
Blick über den nördlichen Teil des Großen Teichs Richtung südliche Altstadt

Der Große Teich ist eine circa 10 Hektar große Aufstauung des Baches Blaue Flut. Die Aufstauung erfolgte 1190. Die heutige Trennung vom angrenzenden Kleinen Teich durch einen Damm erfolgte 1594.
Der Teich diente zur Wasserversorgung Altenburgs. Es wurde und wird heute wieder Fischzucht betrieben.
Auch in die Verteidigung der südlichen Stadtmauer war der Teich einbezogen.
Nach der Aufschüttung der Insel 1720 und deren Verfall wurde von 1761 bis 1771 die Insel und das gesamte Areal aufwendig gestaltet: die den Teich umgebende Kastanien-Promenade wurde angelegt, die Insel stark vergrößert und umgestaltet. Dabei war der Teich von 1761 bis 1764 weitgehend wasserlos. Am nordöstlichen Ende des Teichs wurde 1767 ein Schiffshaus für den herzoglichen Hof erbaut. Die Nutzung der Schiffe und der Insel wurde dann ab 1774 auch weiteren hochgestellten Personen erlaubt. 1783 wurden drei Fähren zur Insel in Betrieb genommen, die erst 1925 mit dem Bau der heutigen Brücke ihren Dienst einstellten.
An den Teich grenzt der ab 1907 künstlich angelegte Stadtwald an (früher Herzog-Ernst-Wald).

## Sonstiges
- Der Zoo wird von der Stadt Altenburg sowie durch anteilig umfangreiche Spenden finanziert.
- Seit 2001 werden Tierpatenschaften angeboten. Seit 2005 pendelt sich die Zahl bei über 50 neuen Patenschaften ein. 2009 gab es 64 neue Patenschaften – insgesamt 377[1].
- Auf der Insel befindet sich ein Anlegesteg für Ruder- und Tretboote, mit denen der Große Teich und die Insel vom Wasser aus erkundet werden können.
- Parallel zum Park- und Teichfest findet jährlich im August das Inselzoofest statt.